# Acrosalenia
Acrosalenia is een geslacht van uitgestorven zee-egels uit de familie Acrosaleniidae.

## Soorten
- Acrosalenia basseae Lambert, 1936 †
- Acrosalenia gananensis Stefanini, 1931 †
- Acrosalenia mathildae Lambert, 1935 †
- Acrosalenia microstoma Besairie, 1936 †
- Acrosalenia mideltensis Vadet, Nicolleau & Reboul, 2010 †
- Acrosalenia smelliei Currie, 1925 †
- Acrosalenia somaliensis Currie, 1925 †
- Acrosalenia termieri Lambert, 1931 †
- Acrosalenia wylliei Currie, 1925 †
- Acrosalenia zararensis Lambert, 1937 †